# Anthomyia tempestatum
Anthomyia tempestatum är en tvåvingeart som beskrevs av Christian Rudolph Wilhelm Wiedemann 1818. Anthomyia tempestatum ingår i släktet Anthomyia och familjen blomsterflugor. Inga underarter finns listade i Catalogue of Life.